# Btaaboura
Btaaboura (em árabe: بتعبورا) é uma aldeia cristã ortodoxa no distrito de Cura, no Líbano.  Uma igreja estava sendo construída em junho de 2011, dedicada a Santo Elias.
Em 1997 e em 21 de novembro de 2011, Michel Temer, o então vice-presidente do Brasil, visitou Btaaboura, local de nascimento de seu pai, Nakhoul (Miguel) Temer, e de sua mãe, Marcha Barbar.